# Klaus Happacher
Klaus Happacher (19 aprile 1951) è un ex sciatore alpino italiano.

## Biografia
Discesista puro originario di Sesto, in Coppa del Mondo ottenne l'unico piazzamento a punti il 10 dicembre 1978 a Schladming (8º); non prese parte a rassegne olimpiche né ottenne piazzamenti ai Campionati mondiali.

## Palmarès

### Coppa del Mondo
- Miglior piazzamento in classifica generale: 91º nel 1979

### Campionati italiani
- 1 medaglia[2]:
  - 1 argento (discesa libera nel 1982)